# 뒤떨어진 후르츠 타르트
《뒤떨어진 후르츠 타르트》(おちこぼれフルーツタルト)는 「망가타임 키라라 캐럿」(호분샤)에서 2015년 1월호부터 연재 중이다. TV 애니메이션화는 2020년 7월부터 방영될 예정이었으나, 신종 코로나바이러스 유행으로 인해, 10월부터로 변경되어 12월까지 방영되었다.

## 줄거리
도쿄도 코가네이시를 무대로, 연예계에서 뒤떨어진 주인공들이 네즈미 기숙사를 위기에서 구하기 위해 아이돌 유닛을 결성하여 활동을 시행하는 이야기를 그린다.